# Partage de l'infini
Partage de l’infini (2005) est un roman de l’écrivain libanais de langue française Ramy Zein. 

## Intrigue
Le récit est centré sur deux groupes de personnages qui apparaissent alternativement : les premiers sont palestiniens et vivent près de Naplouse ; les seconds, israéliens, habitent entre Tel-Aviv et une colonie de Cisjordanie. À la faveur de plusieurs péripéties, les destins des uns et des autres se croisent, se heurtent et s’entremêlent jusqu’au dénouement tragique du roman.

## Dimension humaine de l'Histoire
Partage de l'infini restitue la réalité humaine du conflit israélo-palestinien en montrant ses répercussions matérielles et psychologiques sur la vie de tous les jours. « Puissance de la fiction pour rendre compte du réel, puissance de « l’inventé » pour dire le vrai, écrit Pierre-Yves Le Priol. Voilà un roman qui nous en apprend plus que bien des reportages sur le conflit du Proche-Orient ! Loin des affres du moi et de ses horizons minuscules, le lecteur est d’emblée plongé ici dans une situation forte, avec pour enjeux rien moins que l’honneur, la vie, la mort. » « ce roman très fort, ajoute Anne Dossin, […] pose le doigt sur la question fondamentale de la souffrance : jusqu’où peut-on aller dans la violence quand on souffre trop et qu’il n’y a pas d’issue ? » Selon Dominique Grosfils, Partage de l'infini montre surtout « les mécanismes de la peur, la pression psychologique», d’où sa « charge dramatique très intense », souligne Maya Ghandour Hert.

## Arrière-plan politique
En plus de montrer l’opposition entre les deux bords, le roman illustre les divisions au sein de chaque camp entre pacifistes et résistants, colombes et faucons, religieux et athées, progressistes et conservateurs. À quoi s’ajoute un troisième niveau de clivage qui concerne certains personnages ballottés entre plusieurs tendances contraires. Partage de l’infini superpose ainsi trois strates de division : entre les Palestiniens et les Israéliens, à l’intérieur de chaque peuple, et au cœur de certains personnages.
Appliquant le procédé de l’immersion, le livre reflète les points de vue des uns et des autres, ce qui amène le lecteur à questionner les stéréotypes répandus sur les Israéliens, les Palestiniens, les musulmans, les juifs. Ramy Zein montre notamment l’inanité d’une lecture néo-orientaliste de « l’âme arabo-musulmane », de même qu’il présente plusieurs visages de l’État hébreu en déconstruisant la confusion habituelle entre « judaïté », « sionisme » et « Israël ».

## Dimension textuelle
Partage de l'infini est bâti sur l’alternance des récits qui est destinée à mieux faire ressortir, par le jeu des contrastes, les différences et les similitudes entre les personnages. De plus, les parcours des uns et des autres se croisent à la faveur de plusieurs coïncidences, ce qui illustre la réalité du terrain : les destins des deux peuples, qu’ils le veuillent ou non, sont imbriqués (comme ils le sont dans les initiales du titre : « P » pour Palestine, « I » pour Israël). 
« C’est tout l’art […] [de] Ramy Zein que de savoir construire son intrigue », juge Pierre-Yves Le Priol, tandis que Zahida Darwiche Jabbour souligne « le talent que démontre l’auteur dans la construction de l’intrigue, la mise en scène des personnages et son style à la fois simple et subtil, qui dénote une sensibilité profonde et une connaissance intime de la vie et de l’homme. »

Les rapports des personnages avec le temps et l’espace constituent également un aspect significatif du livre : Partage de l'infini répercute une tension permanente entre le temps mythique, le temps historique et le temps humain. L’espace joue un rôle important à travers la récurrence de certains schèmes (cf. les « montées » de Ron vers Bat Esber) et de certains éléments investis de valeur symbolique, notamment l’antenne de Hazegdal, les lieux de claustration et les barrages.

## Extraits
- « Il voulait se convaincre que la raison finirait par l’emporter, que l’histoire, cette vieille pimbêche aux caprices de furie, allait le surprendre, comme elle avait surpris le monde avec la chute du mur de Berlin. »[7]
- « Cette espèce de tendresse rituelle, de mécanique compassionnelle que sa mère se croyait obligée de mettre en œuvre du matin au soir pour la consoler et la distraire, ces gestes étudiés, ces paroles de réconfort lui pesaient par leur insincérité. C’était de l’indifférence déguisée en sollicitude, du silence drapé de paroles. »[8]
- « C’était l’engrenage habituel : agression, riposte, représailles, contre-attaque, sanction, vengeance... La machine de la mort était parfaitement huilée. Il suffisait d’un rien pour la mettre en branle. Aucun apport extérieur n’était nécessaire à son fonctionnement ; elle se nourrissait de sa propre chaleur, en circuit fermé, selon le principe du mouvement perpétuel. [...] Un cycle aussi vieux que le monde, qui durera sans doute jusqu’à la fin de l’homme, et probablement au-delà, lorsque, dans le néant d’un chaos postapocalyptique, il y aura encore, flottant dans l’air anémié, des rémanences d’exécration si tenaces que rien n’aura pu les dissoudre. »[9]
- « La vie de Hassan et Seyf n’aura été que cela : une course vers la mort. Oum Hassan avait beau penser à ses deux garçons, elle ne voyait que des ombres fugitives, des bribes de scènes, des images éparses brouillées par l’intense coloration affective qu’elle projetait sur ces visions intérieures. Elle ne « voyait » pas ses deux fils. Hassan et Seyf lui échappaient. Ils étaient insaisissables, pris dans une brume épaisse et mobile où se détachaient péniblement leurs silhouettes évanescentes. »[10]
- « Parfois Oum Hassan essayait de ralentir le flux de sa mémoire. Elle essayait de fixer une image, pour la détailler, pour y sentir l’odeur de ses enfants, pour y puiser la sensation de leur présence, mais l’image finissait toujours par fondre sous l’excès de chaleur, comme ces plans de cinéma qu’on voit se figer subitement sur la toile, avant de se liquéfier et de disparaître dans un abîme de lumière. »[11]
- « Oum Hassan avait l’impression d’avoir traversé un pays de silence et de brume à bord d’un train express. Tout s’était déroulé si vite, d’une manière si vague, si volatile, si répétitive, qu’elle avait de la peine à en cerner la substance. C’était donc ça, la vie qu’elle avait crue, un jour, éternelle ! Quelques déchirures plus ou moins longues à se cicatriser, quelques pépites de joie, quelques instants d’éblouissement, un corps qu’on avait quitté jeune et vigoureux, et qu’on retrouvait meurtri, enlaidi, brisé ? »[12]